# Valle Mosso
Valle Mosso est une ancienne commune italienne de la province de Biella, dans la région Piémont.

## Administration
| Période                                  | Période | Identité | Étiquette | Qualité |
| ---------------------------------------- | ------- | -------- | --------- | ------- |
|                                          |         |          |           |         |
| Les données manquantes sont à compléter. |         |          |           |         |

### Hameaux
Campore, Crocemosso, Falcero, Frignocca, Gallo, Orcurto, Ormezzano, Piana, Picco, Prelle, Premarcia, Simone, Torello

### Communes limitrophes
Bioglio, Campiglia Cervo, Mosso, Pettinengo, Piedicavallo, Strona, Trivero, Vallanzengo, Valle San Nicolao,  Veglio